# Христо Боев
Христо Боев Петашев е съветски и български офицер от Държавна сигурност, генерал-лейтенант. Смятан е за „бащата“ на външнополитическото разузнаване на тоталитарния комунистически режим в България. С работата си като заместник-вътрешен министър през 1952 – 1956 година играе активна роля в политическите насилия и извършваните от министерството противозаконни дейности.

## Биография

### Ранен живот и образование
Христо Боев е роден на 7 януари 1896 година в село Одърне, Плевенско. Средно образование завършва в Априловската гимназия в Габрово (1914). Владее шест езика. Завършва Школата за запасни офицери с военно звание поручик (1915).  Член на БРСДП (т.с.) от 1914 г.

### Военна кариера
Участва в Първата световна война като ротен командир в Петдесет и седми пехотен драмски полк. Военно звание капитан. 
Един от водачите на Войнишкото въстание през 1918. Командир на втори въстанически ешелон. След разгрома му край Владая минава в нелегалност. Софийският военно-полеви съд му издава доживотна присъда. Бяга в Румъния, където попада в затвора.  Член на БКП от 1919 г.

### Професионална кариера
През април 1920 г. осигурява пътуването с лодка до СССР на първия български представител в Коминтерна Иван Недялков-Шаблин. Същата година организира пътуването на делегацията на БРП/к за Втория конгрес на Коминтерна. Лодката, в която пътува с Георги Димитров и Васил Коларов е спряна от румънските власти. Тримата са арестувани и престояват месец в румънски военен затвор.
Учи във Военната акдемия на РККА (1920 – 1921). През 1921 г. е привлечен за сътрудник на Главното разузнавателно управление на Червената армия. Започва да работи под ръководството на заместник-началника на военното разузнаване Ян Берзин (1924 – 1937). 
Възложено му е да създаде нелегална разузнавателна организация в България под прикритието на фиктивното дружество за мореплаване и търговия „Матеев, Кремаков и сие“ в Бургас. Действа като нелегален под името Фьодор Русев. Финансиран от съветското военно разузнаване, купува в Истанбул бързоходен кораб „Иван Вазов“. Служи за осъществяване на връзка с Коминтерна и за пътувания до Одеса и Севастопол, за пренасяне на информация, хора, оръжие, литература. Изградената от него нелегална резидентура е определена като най-ефикасната от всички съществуващи по това време в страните на Балканите.  Поради уменията му на бизнесмен е наричан от съветското военно разузнаване „търговски гений“.
Член на ВКП (б) от 1925 г. През 1926 г. е вицеконсул в съветската мисия в Прага под името Христофор Иванович Димов, откъдето е изгонен, след като полицията разкрива дейността на ръководената от него нелегална група. Действа като нелегален в Австрия, Турция, Берлин, Париж. Под легендата на австрийски търговец предприема пътуване със съпругата си до Китай. Там разузнава движението на войските в Китай след манджурския конфликт.
Завършва Военна академия за механизация и моторизация на Съветската армия (октомври 1931 – декември 1935) с диплома на инженер и звание полковник. При Сталинските чистки неговият водещ офицер Ян Берзин е арестуван и разстрелян, а Боев е освободен от разузнаването (1938).  Заема се с преводаческа дейност. От юли 1941 г. служи в състава на ОМСБОН и разузнаването на Черноморския флот. Редактор по българска литература в Издателството за чуждестранна литература (1943 – 1945). Военно звание Военен инженер 2-ри ранг. Между юли 1941 и февруари 1943 г. е сътрудник на IV управление на Народния комисариат на вътрешните работи на СССР. След това до май 1945 г. е отговорен редактор в книгоиздателството за чужди езици.
В България се завръща 1 юни 1945 г. и постъпва в Дирекция на Народната милиция като завеждащ Културно-просветния отдел. Остава там до декември 1946 г. Между декември 1946 и юни 1947 г. е началник на канцеларията при председателя на НРБ и сътрудник на Васил Коларов. През периода 1947 – 1949 е легационен съветник в Англия, откъдето е обявен за персона нонграта.

### В Държавна сигурност
От август 1949 г. е заместник-директор на Държавна сигурност.. В периода 1949 – 1952 г. е началник на Външнополитическо разузнаване и заместник-министър на вътрешните работи. Генерал-майор от 9 февруари 1951 г., впоследствие повишен в генерал-лейтенант.
Христо Боев провежда изграждането на българското разузнаване по съветски образец. Като дългогодишен агент на руското военно разузнаване добре познава структурата на специалните служби на СССР.  Под негово ръководство се въвеждат съветските методи в тази област и се изграждат първите „легални резидентури“ в чужбина.
В качеството си на заместник-министър Боев отговаря и за дейността на Следствения отдел на Държавна сигурност, който става известен с прилаганите от него брутални физически и психически изтезания, предизвиквайки още преди смъртта на Йосиф Сталин критики от ръководството на режима. Той е един от хората, които са обвинени от Политбюро за „извращенията“ в следствието в края на 40-те години, и през 1952 година е отстранен от службата. Боев отговаря на обвиненията с открито писмо до ЦК на БКП, в което протестира срещу намесата на съветските съветници в работата на следствието:
В средата на ноември 1949 г. доложих на Коларов, че извращенията в следствието стават главно поради това, че съветските съветници дават нареждания на нашите следствени работници, без да ги съгласуват предварително с мен... На мен ми беше казано да видя някак си да се оправят работите. Това указание по най-очебиен начин показва безсилието на нашето партийно и държавно ръководство пред съветските съветници... 

### Последни години
Посланик в ГДР (1954 – 1957) и Полша, а от 1960 до 1962 г. в Япония.
През 1962 г. е наказан със снемане от партийна и държавна работа, пенсиониран и оставен в забвение. Нелегалната му дейност е призната от Кремъл, чак през 1967 г. когато е награден с Орден „Ленин“. Посмъртно е награден с Орден „Георги Димитров“ (1969). 
Дъщеря му е съпруга на генерал-майор Петър Илиев.